# 哈斯也提·艾力
哈斯也提·艾力（1959年—），新疆鄯善人，维吾尔族，中华人民共和国政治人物、第十二届全国人民代表大会新疆地区代表。
毕业于新疆大学维吾尔语言文学专业。加入中国共产党。2013年，担任全国人大代表。